# Laim (Fernsehreihe)
Laim (auch München Laim) ist eine deutsche Kriminalfilmreihe des ZDF, die seit 2012 in unregelmäßigen Abständen ausgestrahlt wird. Hauptdarsteller ist Max Simonischek. Die jeweils in sich abgeschlossenen einzelnen Folgen sind 90 Minuten lang (Spielfilmlänge), Ausnahme ist der Pilotfilm Die Tote ohne Alibi mit 104 Minuten. Drehort ist München sowie das nähere oder fernere Umland.

## Hauptpersonen
Kriminalhauptkommissar Lukas Laim ist ein widerspenstiger Mensch, der nicht viel von den Regeln des Polizeiaufgabengesetzes oder den Anweisungen seines Vorgesetzten hält. Nach seiner Dienstauffassung sind sie ihm eher hinderlich als zielführend – und der Erfolg gibt ihm recht. Anfangs bekommen er und Simhandl vom Abteilungsleiter einen Kollegen oder eine Kollegin zugeteilt. Die Kolleginnen wechseln oft, weil er arg schnöselig sein kann und außerdem ein Weiberheld ist.
Er entstammt dem Münchner Geldadel, ist umfassend gebildet und es scheint, als gebe es nichts, was er nicht kann. Das Geld der Familie kommt gelegentlich zur Sprache; in „die Zeichen des Todes“ zahlt seine Mutter bei einer Erpressung ohne viel Aufsehens 80.000 €, in „die Tote im Teppich“ schiebt ihm jemand Kokain unter und Simhandl tut das mit einem Lachen ab, als der Vorgesetzte ihn dazu befragt: Laim habe es gar nicht nötig, Drogen zu verkaufen. Zu einer Escortdame in „Die Tote ohne Alibi“ sagt er, dass er sein Vermögen in hundert Jahren nicht verprassen könne.
Indes wird von Film zu Film deutlicher, dass er einsam ist und nichts mit sich anzufangen weiß, wenn es nicht gerade Verbrechen aufzuklären gibt.
KHK Anton Simhandl arbeitet schon seit langem mit Lukas Laim in der Mordkommission, was die Filmreihe wohltuend von all den Geschichten abhebt, in denen sich Ermittler erst mühsam zusammenfinden müssen. Er hat eine Schwäche für frische Brezeln und man sieht ihm an, dass er auch anderen Spezialitäten der bayrischen Küche zugeneigt ist. Simhandls trockene, humorvolle Sprüche beleben das Miteinander (und manchmal die Fettnäpfchen); davon abgesehen wirkt er gemütlich und wie einer, mit dem man nicht in Streit geraten kann. Er ist etwa zehn Jahre älter als sein Kollege, in „Laim und das Hasenherz“ erwähnt er, dass er 50 geworden sei und leider immer noch keine Frau gefunden habe.
Es sieht oft aus, als sei er nur Laims Laufbursche und für die Recherche im Büro zuständig, doch unter der Oberfläche bemerkt man, dass Simhandl für Laim sehr viel mehr ist, fast so etwas wie ein Freund; allemal aber eine langjährige Konstante in seinem sprunghaften Leben ohne viel Liebe und Wärme. So bekommt Simhandl denn auch am Ende von „Laim und das Hasenherz“ eine teure goldene Uhr geschenkt.

## Besetzung
| Schauspieler:in        | Rollenname         | kurze Beschreibung                                           | Folgen |
| ---------------------- | ------------------ | ------------------------------------------------------------ | ------ |
| Max Simonischek        | Lukas Laim         | Kriminalhauptkommissar                                       | 1–     |
| Gerhard Wittmann       | Anton Simhandl     | Kriminalhauptkommissar                                       | 1–     |
| Gisela Schneeberger    | Marlene Laim †     | Mutter von Lukas Laim, verstirbt vor Film 5                  | 1–2    |
| Katharina Böhm         | Marion Andergast   | Kriminaldirektorin                                           | 1      |
| Kostja Ullmann         | Tim Berners †      | junger protegierter Kollege am Beginn des gehobenen Dienstes | 1      |
| Katharina Müller-Elmau | Simone Reichenbach | Abteilungsleiterin                                           | 2      |
| Lavinia Wilson         | Johanna Fischer    | Kollegin und Kennerin der jüdischen Kultur                   | 2      |
| Sophie von Kessel      | Sandra Rutkowski   | eine Kollegin vom LKA                                        | 3      |
| Heinz-Josef Braun      | Andreas Hermaneder | der neue Vorgesetzte, stammt aus Regensburg                  | 4–7    |

## Episodenliste
| Nr. | Originaltitel                  | Erstausstrahlung ZDF | Regie             | Drehbuch                              | Zuschauer |
| --- | ------------------------------ | -------------------- | ----------------- | ------------------------------------- | --------- |
| 1   | Die Tote ohne Alibi            | 30. Apr. 2012        | Michael Schneider | Christoph Darnstädt                   | 3,67 Mio. |
| 2   | Laim und die Zeichen des Todes | 3. Apr. 2017         | Michael Schneider | Lisa van Brakel, Jörg von Schlebrügge | 5,24 Mio. |
| 3   | Laim und der letzte Schuldige  | 18. Mai 2020         | Michael Schneider | Christoph Darnstädt                   | 5,94 Mio. |
| 4   | Laim und die Tote im Teppich   | 19. Apr. 2021        | Michael Schneider | Christoph Darnstädt                   | 6,27 Mio. |
| 5   | Laim und das Hasenherz         | 29. Aug. 2022        | Michael Schneider | Catharina Steiner, Scott Perlman      | 4,74 Mio. |
| 6   | Laim und die schlafenden Hunde | 18. Sep. 2023        | Michael Schneider | Birgit Maiwald                        | 5,07 Mio. |
| 7   | Laim und die Toten ohne Hosen  | 23. Sep. 2024        | Michael Schneider | Christoph Darnstädt                   | 5,56 Mio. |

## Kritik
Tilmann P. Gangloff beschreibt bei tittelbach.tv die Figur des Lukas Laim als einen „dunklen Ritter, der in jeder Hinsicht über den Dingen steht“. „Die kühle Ästhetik, mit der Regisseur Michael Schneider“ die Krimis inszeniere, passe zu Laim „ausgesprochen gut“. Er erscheine als hünenhafter und „wortkarger Mann“ mit einer „düsteren Aura“.